# Залесье (Выборгский район)
Залесье (до 1948 года Сийсияля, Ванхала, фин. Siisiälä, Vanhala) — посёлок в Каменногорском городском поселении Выборгского района Ленинградской области.

## Название
Зимой 1948 года по решению сессии Ванхальского сельсовета деревне Ванхала было присвоено наименование Берёзовка. 
Полгода спустя название было изменено на Залесье. Переименование было закреплено указом Президиума ВС РСФСР от 1 октября 1948 года.

## История

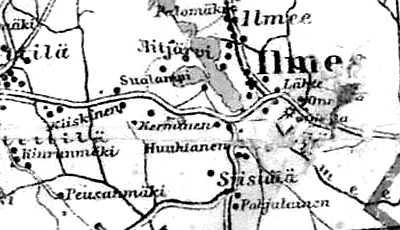
Деревня Сийсияля на финской карте 1923 года

До 1939 года деревня Ванхала входила в состав волости Раутъярви Выборгской губернии Финляндской республики.
С 1 января 1940 года — в составе Карело-Финской ССР.
С 1 июля 1941 года по 31 мая 1944 года финская оккупация.
С 1 ноября 1944 года — в составе Ванхальского сельсовета Яскинского района.
С 1 октября 1948 года учитывается административными данными как деревня Залесье в составе Залесского сельсовета Лесогорского района. В ходе укрупнения хозяйства к деревне были присоединены соседние селения Халликайнен, Хухтанен, Лехтола и Похъелайнен.
С 1 июня 1954 года — в составе Дымовского сельсовета Лесогорского района. 
С 1 декабря 1960 года — в составе Выборгского района.
В 1961 году население деревни составляло 211 человек. 
По данным 1966, 1973 и 1990 годов посёлок Залесье входил в состав Бородинского сельсовета.
В 1997 году в посёлке Залесье Бородинской волости постоянного населения не было, в 2002 году проживал один человек (русский).
В 2007 году в посёлке Залесье Каменногорского ГП вновь не было постоянного населения, в 2010 году проживал один человек.

## География
Посёлок расположен в северной части района на автодороге 41К-415 (Бородинское — Залесье).
Расстояние до административного центра поселения — 36 км. 
Расстояние до ближайшей железнодорожной станции Хийтола — 36 км. 
К востоку от посёлка протекает река Луговая.

## Демография
| 2007 | 2010 | 2017 | 2021 |
| ---- | ---- | ---- | ---- |
| 0    | ↗1   | ↘0   | ↗5   |